# Grisignano di Zocco
Grisignano di Zocco (Grixignàn o Al Sóco in veneto) è un comune italiano di 4 310 abitanti della provincia di Vicenza in Veneto.

## Origini del nome
Grisignano è un prediale derivato da un Graecinius o da un Grisinius, nome proprio probabilmente di un proprietario terriero romano, di cui tuttavia non vi sono notizie.
Per quanto riguarda la specificazione "di Zocco", già da secoli in uso, essa viene dalla parola veneta soco, che significa ceppo; secondo la tradizione essa indicherebbe il tronco presso il quale si riuniva l'annuale mercato dei cavalli, mentre un'altra ipotesi parla di una stazione di posta con dei tronchi all'esterno dove si legavano gli animali da trasporto.

## Storia

### Medioevo
Nella zona di Grisignano l'opera di colonizzazione rurale fu iniziata dai vescovi di Padova nei primi anni dopo il 1000 d.C.
Il primo documento che nomina Grisignano risale all'8 settembre 1088, quando il vescovo di Padova Milione donò numerose masserie, piccole aziende rurali e mulini all'abbazia benedettina femminile di San Pietro, una delle più antiche fondazioni monastiche di Padova. Questa donazione è riportata anche in un successivo documento di riconferma del 1090 inviato dallo stesso vescovo alla badessa Theophila dove si può leggere: "Villa que dicitur Grisingnano". Un altro documento appartenente al Codice Diplomatico Padovano in data 23 maggio 1183 e scritto da Tisolino da Camposampiero riporta la divisione dei beni lasciati da Albertino da Baone alla figlia Sofia a cui spettano i possedimenti a "Torreglia e Tramonte e in Grisignano e Barbano e Lissaro".
Agli inizi del XIII secolo sul territorio di Grisignano si costituì una comunità rurale. Un documento del 17 febbraio 1216 si afferma: "al prezzo di 8 lire di denari veronesi al campo, confinanti da una parte con il comune di quella Villa (Grisignano) e dall'altra una certa acqua dette Incinosa, con diritto di riscatto…" e quindi, parlando dei beni del comune di Grisignano, confinanti con le proprietà vendute si attesta l'esistenza di una comunità grisignanese attiva a quell'epoca.
Il Pagliarino afferma che a Grisignano: "già fu un castello cinto di argine e di fossa il quale li Padovani scorrendo verso Vicenza lo saccheggiarono e lo distrussero". Non vi sono altre fonti in proposito, ma dove precisamente si trovasse il castello il Paglierino non lo dice; la notizia è da ritenersi verosimile, considerando che tutta la zona era stata notevolmente fortificata dai vicentini a protezione dei confini verso Padova.
Le notizie relative ad un castello nella frazione di Barbano sono poche ma abbastanza convincenti; fornite da alcuni cronisti padovani e dal Barbarano, che così racconta: "Barbano ebbe anticamente un fortissimo castello che da Padovani fu rovinato l'anno 1234, né hora se ne vede alcun vestigio.
Verso la metà del Trecento, durante la signoria scaligera, il territorio di Grisignano fu sottoposto, sotto l'aspetto amministrativo, al Vicariato civile di Camisano e tale rimase, anche sotto la dominazione veneziana, sino alla fine del XVIII secolo.

### Età moderna
I soldati veneziani entrarono a Vicenza il 25 o il 28 aprile 1404 e ciò segnò anche l'ingresso di Grisignano nei domini della Repubblica Veneta. Nel 1513, durante la guerra della Lega di Cambrai, il paese fu praticamente raso al suolo.
Al 1555 risale la prima menzione ufficiale della Fiera del Soco in un documento veneziano.
Il 12 settembre 1796, un'armata francese saccheggiò la Fiera del Soco, prostrando la popolazione. Il 27 aprile 1797 nacque la municipalità democratica vicentina e anche a Grisignano ebbe fine il governo veneziano. L'arrivo delle truppe napoleoniche e i cambiamenti politici furono vissuti in maniera traumatica dagli abitanti della zona, vessati e costretti a provvedere al mantenimento dell'esercito occupante.
Durante il 1797 tre uomini fedeli al precedente governo furono uccisi dai francesi.
Nel novembre del 1797 nel Vicentino iniziarono a essere rimossi i simboli democratici e il 19 gennaio 1798 l'esercito austriaco prese possesso di Vicenza. Il nuovo governo riconobbe ufficialmente gli ordinamenti della Fiera del Soco.
Nel 1866, a seguito della terza guerra d'indipendenza, le province venete furono annesse al Regno d'Italia. Nel 1867 fu adottato ufficialmente il toponimo Grisignano di Zocco. 

### Il Novecento
Durante il secondo conflitto mondiale anche il territorio di Grisignano fu devastato dalla guerra. Il 28 aprile 1944, a Grisignano i nazisti catturano e assassinarono 2 partigiani e un anziano civile. Il 25 dicembre 1944 la stazione ferroviaria subì un attacco da parte degli alleati. Il primo gennaio 1945 ebbe luogo il mitragliamento della linea Grisignano-Legnago, furono nuovamente colpiti la stazione e i carri a Grisignano. Altri attacchi a edifici del paese si ebbero il 20 gennaio, il 28 e il 10 febbraio. Il 17 febbraio 1945 la stazione dei treni fu colpita ancora una volta. Secondo la stampa locale il 23 febbraio degli scontri aerei costarono alla popolazione tre morti e un ferito, il 21 marzo altre azioni aeree portarono al ferimento di due persone. Il 23 marzo 1945 ebbe luogo un bombardamento notturno su Grisignano.
Nel dopoguerra, presso il ristorante "Al Zocco" sono state girate alcune sequenze dei film Il commissario Pepe (1969) e La moglie del prete (1971).

### Simboli
Lo stemma e il gonfalone del Comune di Grisignano di Zocco sono stati concessi con decreto del presidente della Repubblica del 24 febbraio 1972.
(D.P.R. 24 febbraio 1972)
Il gonfalone è un drappo di rosso.

## Monumenti e luoghi d'interesse
- Chiesa dell'Annunciazione della Beata Vergine Maria

## Società

### Evoluzione demografica
Abitanti censiti

## Cultura

### Istruzione

#### Scuola primaria e secondaria di primo grado
A Grisignano hanno sede due delle scuole primarie e secondarie di primo grado dell'istituto comprensivo "G.Toaldo".

#### Scuole materne
Sono, inoltre, presenti due scuole materne: la Scuola dell'infanzia "San Giovanni Bosco", a Barbano, e la Scuola dell'infanzia "M. Immacolata", a Grisignano.

### Eventi
La Fiera del Soco
Si tiene ogni anno nella prima metà di settembre. Fonda le sue radici nella festa votiva iniziata nel 1267, a ricordo di un’apparizione della Madonna nella campagna tra Grisignano ed Arlesega.
Il più antico documento in cui è nominata, datato 1555, dice: “La Fiera del Soco in villa di Grisignano, territorio parte padovan e parte vicentin …”. L'espressione mostra come, da secoli, la Fiera e Grisignano siano il naturale luogo di incontro tra il territorio vicentino e quello padovano, sia dal punto di vista geografico che da quello sociale, culturale ed economico.

## Geografia antropica
Frazioni del comune di Grisignano di Zocco sono Barbano e Pojana di Granfion.
Altre località o contrade sono: Case sparse, Mancamento e Vecchia Statale.

## Amministrazione

### Gemellaggi
Nel 2012 il comune di Grisignano di Zocco ha aderito alla lista dei comuni gemellati con la fondazione "Città della Speranza".
| Data Elezione     | Sindaco           | Partito                      |
| ----------------- | ----------------- | ---------------------------- |
| 23 Aprile 1995    | Tito Ferretto     | Lista Civica                 |
| 13 giugno 1999    | Mirco Bolis       | Lista Civica                 |
| 12/13 Giugno 2004 | Mirco Bolis       | Lega Nord e liste civiche    |
| 6/7 Giugno 2009   | Renzo Lotto       | Lista Civica di Centrodestra |
| 25 maggio 2014    | Renzo Lotto       | Rinascere (Centrodestra)     |
| 26 Maggio 2019    | Stefano Lain      | Rinascere (Centrodestra)     |
| 9 Giugno 2024     | Elisa Bastianello | ContiamoCi                   |

### Variazioni amministrative
L'aggiunta di "di Zocco" alla denominazione comunale è stata ufficializzata con RD 18 agosto 1867 n. 3893.

## Sport

### Calcio
- La principale squadra di calcio è la Polisportiva Grisignano 1971 che milita nel girone B padovano di 3ª Categoria. È nata nel 1971.
- Il Real Grisignano milita nel campionato FIGC di calcio a 5 femminile in Serie A.

### Motorsport
Qui ha sede la Prema Racing o Prema Powerteam, scuderia di Formula 2, Formula 3, Formula 4 e WEC fondata del 1983 da Angelo Rosin e Giorgio Piccolo.
Negli ultimi anni è stata la scuderia più vincente nelle categorie propedeutiche.